# Macrobrachium platyrostris
Macrobrachium platyrostris is een garnalensoort uit de familie van de Palaemonidae. De wetenschappelijke naam van de soort is voor het eerst geldig gepubliceerd in 1952 door Tiwari.